# Blagoja Georgievski
Blagoja Georgievski, född 15 oktober 1950 i Skopje i dåvarande Jugoslavien, död 29 januari 2020 i Skopje i Nordmakedonien, var en jugoslavisk basketspelare som tog tog OS-silver 1976 i Montréal. Detta var Jugoslaviens andra medalj i basket vid olympiska sommarspelen. Han var även med och tog EM-silver med 
Jugoslavien 1971.